# Gorsley Common
Gorsley Common – przysiółek w Anglii, w hrabstwie Herefordshire, w dystrykcie (unitary authority) Herefordshire. Leży 7,1 km od miasta Ross-on-Wye, 21,9 km od miasta Hereford i 171,3 km od Londynu. W 2016 miejscowość liczyła 676 mieszkańców.